# Отмъщението (сериал, Турция)
Вижте пояснителната страница за други значения на Отмъщението.
Отмъщението (на турски: Intikam) е турски драматичен сериал, излязъл на телевизионния екран през 2013 г., адаптиран по американския сериал „Отмъщението“. Турската версия приклюва преди оригиналната.

## Сюжет
Ямур Йозден се мести във вила в богат квартал на брега на Босфора в Истанбул. Истинското ѝ име е Дерин Челик. Баща ѝ Адил е обвинен в престъпление, което не е извършил и изпратен в затвора. Дерин е изпратена в сиропиталище и вярва, че баща ѝ е виновен. Адил искал дъщеря му да научи истината и си водил дневник, който да ѝ дават. Дерин научила истината за баща си, когато била на 18 години. Но било твърде късно. Той умира в затвора като невинен човек. Дерин идва в квартала си от детството с различна самоличност, за да си отмъсти на хората, предали баща ѝ.

## Излъчване в Турция
| Сезон | Епизоди | Начало на сезона  | Край на сезона   | Всички епизоди | ТВ сезон    | ТВ канал |
| ----- | ------- | ----------------- | ---------------- | -------------- | ----------- | -------- |
| 1     | 22      | 3 януари 2013     | 6 юни 2013       | 1 – 22         | 2017        | Kanal D  |
| 2     | 22      | 12 септември 2013 | 20 февруари 2014 | 23 – 44        | 2013 – 2014 | Kanal D  |

## Излъчване в България
| Сезон | Епизоди | Начало на сезона | Край на сезона | Всички епизоди | ТВ сезон | ТВ канал  |
| ----- | ------- | ---------------- | -------------- | -------------- | -------- | --------- |
| 1     | 22      | 19 април 2017    | 18 май 2017    | 1 – 22         | 2017     | AXN White |
| 2     | 22      | 19 май 2017      | 19 юни 2017    | 23 – 44        | 2017     | AXN White |

## Актьорски състав
- Берен Саат – Ямур Йозден/Дерин Челик
- Нежат Ишллер – Рюзгар Денизджи (сезон 1)
- Игит Йозшенер – Рюзгар Денизджи (сезон 2)
- Мерт Фърат – Керем Арсой
- Арзу Гамзе Кълънч – Шахика Арсой
- Зафер Алгьоз – Халдун Арсой
- Енгин Хепилери – Хакан Ерен
- Езги Ейюбоглу – Джемре Арсой
- Дилшат Челби – Аслъ Сагалам (сезон 1)
- Зейнеп Йоздер – Аслъ Сагалам (сезон 2)
- Бурак Давутоглу – Адил Челик
- Джан Сипахи – Баръш Денизджи

## В България
В България сериалът започва излъчване на 19 април 2017 г. по AXN White с български субтитри и завършва на 19 юни. На 13 май започва повторно излъчване на сериала. 
На 29 юни 2018 г. започва отначало по AXN.